# Sankt Gallen Vipers
I Sankt Gallen Vipers sono una squadra svizzera di flag football di San Gallo. Furono fondati come squadra di football americano col nome Sankt Gallen Raiders alla fine degli anni '80 del XX secolo, e con questo nome vinsero due titoli nazionali (1990 e 1992). In seguito alla fusione coi Turgovia Lions divennero Seaside Vipers e vinsero quattro titoli nazionali consecutivi (tra il 1997 e il 2000), tre Junior Bowl (tra il 1994 e il 1996, col nome di Seaside Merlins) e la prima edizione della Euro Cup (1996). La squadra chiuse nel 2008, ma fu tentata senza successo la rifondazione dei Raiders (che esistettero tra il 2009 e il 2010); la nuova società si dedicò quindi esclusivamente al flag football col nome di Sankt Gallen Vipers, ottenendo un buon successo (4 titoli senior, 3 coppe di Svizzera, 1 titolo Under-13).

## Dettaglio stagioni

### Tackle football

#### Tornei nazionali

##### Campionato

###### Lega Nazionale A/Campionato SAFV
| Stagione | regular season | regular season | regular season | regular season | regular season | regular season | playoff | playoff | playoff | playoff | playoff | playoff    | playoff                 |
|          | Vin            | Par            | Per            | Tot            | PF             | PS             | Vin     | Per     | Tot     | PF      | PS      | risultato  | avversaria              |
| -------- | -------------- | -------------- | -------------- | -------------- | -------------- | -------------- | ------- | ------- | ------- | ------- | ------- | ---------- | ----------------------- |
| 1992     | 6              | 0              | 0              | 6              | 242            | 48             | 3       | 0       | 3       | 77      | 34      | Campioni   | Basilisk Meanmachine    |
| 1993     | 5              | 0              | 3              | 8              | 123            | 99             | 0       | 2       | 2       | 17      | 91      | Playoff    | Basilisk Meanmachine    |
| 1994     | 8              | 0              | 0              | 8              | 256            | 95             | 1       | 0       | 1       | 33      | 6       | Playoff    | Zürich Renegades        |
| 1995     | 6              | 1              | 1              | 8              | 250            | 76             | 2       | 1       | 3       | 99      | 60      | Semifinale | Bern Grizzlies          |
| 1996     | 5              | 0              | 3              | 8              | 222            | 123            | 0       | 1       | 1       | 7       | 13      | Semifinale | Geneva Seahawks         |
| 1997     | 4              | 0              | 3              | 7              | 228            | 139            | 2       | 0       | 2       | 61      | 21      | Campioni   | Bern Grizzlies          |
| 1998     | 10             | 0              | 0              | 10             | 506            | 92             | 3       | 0       | 3       | 104     | 20      | Campioni   | Landquart Broncos       |
| 1999     | 7              | 0              | 0              | 7              | 270            | 72             | 2       | 0       | 2       | 80      | 14      | Campioni   | Landquart Broncos       |
| 2000     | 6              | 0              | 1              | 7              | 246            | 84             | 3       | 0       | 3       | 98      | 9       | Campioni   | Zürich Renegades        |
| 2001     | -              | -              | -              | -              | -              | -              | 1       | 1       | 2       | 41      | 23      | Semifinale | Gladiators Beider Basel |
| 2002     | 6              | 0              | 2              | 8              | 230            | 140            | 2       | 1       | 3       | 94      | 97      | Swiss Bowl | Zürich Renegades        |
| 2003     | 4              | 0              | 5              | 9              | 233            | 186            | -       | -       | -       | -       | -       | -          | -                       |
| 2004     | 5              | 0              | 4              | 9              | 233            | 220            | -       | -       | -       | -       | -       | -          | -                       |
| 2005     | 2              | 0              | 6              | 8              | 149            | 297            | -       | -       | -       | -       | -       | -          | -                       |
| Totale   |                |                |                |                |                |                |         |         |         |         |         |            |                         |

Fonti: Enciclopedia del Football - A cura di Roberto Mezzetti; Sito storico SAFV

###### Lega Nazionale B/Lega B
| Stagione | regular season | regular season | regular season | regular season | regular season | regular season | playoff | playoff | playoff | playoff | playoff | playoff   | playoff    |
|          | Vin            | Par            | Per            | Tot            | PF             | PS             | Vin     | Per     | Tot     | PF      | PS      | risultato | avversaria |
| -------- | -------------- | -------------- | -------------- | -------------- | -------------- | -------------- | ------- | ------- | ------- | ------- | ------- | --------- | ---------- |
| 1997     | 1              | 0              | 7              | 8              | 52             | 322            | -       | -       | -       | -       | -       | -         | -          |
| 1998     | 3              | 0              | 7              | 10             | 92             | 257            | -       | -       | -       | -       | -       | -         | -          |
| 2006     | 0              | 0              | 8              | 8              | 6              | 382            | -       | -       | -       | -       | -       | -         | -          |
| 2007     | 0              | 0              | 8              | 8              | 18             | 285            | -       | -       | -       | -       | -       | -         | -          |
| 2008     | 2              | 0              | 6              | 8              | 80             | 227            | -       | -       | -       | -       | -       | -         | -          |
| Totale   |                |                |                |                |                |                |         |         |         |         |         |           |            |

Fonte: Sito storico SAFV

###### Lega Nazionale C
| Stagione | regular season | regular season | regular season | regular season | regular season | regular season | playoff | playoff | playoff | playoff | playoff | playoff   | playoff    |
|          | Vin            | Par            | Per            | Tot            | PF             | PS             | Vin     | Per     | Tot     | PF      | PS      | risultato | avversaria |
| -------- | -------------- | -------------- | -------------- | -------------- | -------------- | -------------- | ------- | ------- | ------- | ------- | ------- | --------- | ---------- |
| 1999     | 2              | 0              | 4              | 6              | 82             | 72             | -       | -       | -       | -       | -       | -         | -          |
| Totale   | 2              | 0              | 4              | 6              | 82             | 72             | -       | -       | -       | -       | -       |           |            |

Fonte: Sito storico SAFV

##### Campionati giovanili

###### Under-19/Juniorenliga
| Stagione | regular season | regular season | regular season | regular season | regular season | regular season | playoff | playoff | playoff | playoff | playoff | playoff     | playoff              |
|          | Vin            | Par            | Per            | Tot            | PF             | PS             | Vin     | Per     | Tot     | PF      | PS      | risultato   | avversaria           |
| -------- | -------------- | -------------- | -------------- | -------------- | -------------- | -------------- | ------- | ------- | ------- | ------- | ------- | ----------- | -------------------- |
| 1993     | 2              | 3              | 3              | 8              | 76             | 70             | 1       | 1       | 2       | 33      | 6       | Junior Bowl | Zürich Renegades     |
| 1994     | 6              | 0              | 2              | 8              | 64             | 163            | 2       | 0       | 2       | 64      | 26      | Campioni    | Zürich Falcons       |
| 1995     | 7              | 0              | 1              | 8              | 286            | 46             | 2       | 0       | 2       | 46      | 18      | Campioni    | Basilisk Meanmachine |
| 1996     | 8              | 0              | 0              | 8              | 384            | 14             | 2       | 0       | 0       | 88      | 12      | Campioni    | Zürich Renegades     |
| 1997     | 5              | 1              | 1              | 7              | 82             | 53             | 1       | 1       | 2       | 20      | 32      | Junior Bowl | Zürich Renegades     |
| 1998     | 6              | 0              | 4              | 10             | 296            | 152            | 0       | 2       | 2       | 6       | 92      | Semifinale  | Zürich Renegades     |
| 1999     | 4              | 0              | 1              | 5              | 186            | 37             | 1       | 0       | 1       | 8       | 48      | Junior Bowl | Bern Grizzlies       |
| 2000     | 1              | 0              | 7              | 8              | 40             | 286            | -       | -       | -       | -       | -       | -           | -                    |
| 2001     | 4              | 0              | 5              | 9              | 170            | 149            | -       | -       | -       | -       | -       | -           | -                    |
| 2002     | 2              | 0              | 7              | 9              | 93             | 294            | -       | -       | -       | -       | -       | -           | -                    |
| 2003     | 5              | 0              | 4              | 9              | 160            | 181            | -       | -       | -       | -       | -       | -           | -                    |
| 2004     | 1              | 0              | 8              | 9              | 38             | 341            | -       | -       | -       | -       | -       | -           | -                    |
| 2005     | 2              | 0              | 6              | 8              | 102            | 298            | -       | -       | -       | -       | -       | -           | -                    |
| 2006     | 0              | 0              | 7              | 7              | 0              | 350            | -       | -       | -       | -       | -       | -           | -                    |
| 2008     | 2              | 0              | 7              | 9              | 96             | 342            | -       | -       | -       | -       | -       | -           | -                    |
| Totale   | 55             | 4              | 63             | 122            | 2073           | 2776           | 9       | 4       | 13      | 265     | 234     |             |                      |

Fonte: Sito storico SAFV

#### Tornei internazionali

##### Euro Cup
| Stagione | regular season | regular season | regular season | regular season | regular season | regular season | playoff | playoff | playoff | playoff | playoff | playoff   | playoff           |
|          | Vin            | Par            | Per            | Tot            | PF             | PS             | Vin     | Per     | Tot     | PF      | PS      | risultato | avversaria        |
| -------- | -------------- | -------------- | -------------- | -------------- | -------------- | -------------- | ------- | ------- | ------- | ------- | ------- | --------- | ----------------- |
| 1996     | 1              | 0              | 1              | 2              | 55             | 34             | 1       | 0       | 1       | 7       | 0       | Campioni  | Rotterdam Trojans |
| 1997     | 2              | 0              | 0              | 2              | 81             | 28             | 0       | 1       | 1       | 13      | 21      | Finale    | Roskilde Kings    |
| 1998     | 2              | 0              | 0              | 2              | 81             | 12             | 0       | 1       | 1       | 6       | 21      | Finale    | Aarhus Tigers     |
| Totale   | 5              | 0              | 1              | 6              | 217            | 74             | 1       | 2       | 3       | 26      | 42      |           |                   |

Fonti: Sito Eurobowl.info Archiviato il 19 ottobre 2017 in Internet Archive.

### Flag football

#### Tornei nazionali

##### Campionato Ultimate
| Stagione | regular season | regular season | regular season | regular season | regular season | regular season | playoff | playoff | playoff | playoff | playoff | playoff    | playoff           |
|          | Vin            | Par            | Per            | Tot            | PF             | PS             | Vin     | Per     | Tot     | PF      | PS      | risultato  | avversaria        |
| -------- | -------------- | -------------- | -------------- | -------------- | -------------- | -------------- | ------- | ------- | ------- | ------- | ------- | ---------- | ----------------- |
| 2010     | 9              | 0              | 1              | 10             | 521            | 204            | 1       | 1       | 2       | 108     | 77      | Finale     | Zürich Renegades  |
| 2011     | 12             | 0              | 2              | 12             | 634            | 243            | 2       | 0       | 2       | 86      | 55      | Campioni   | Zürich Renegades  |
| 2012     | 14             | 0              | 0              | 14             | 659            | 261            | 2       | 0       | 2       | 92      | 50      | Campioni   | Zürich Renegades  |
| 2013     | 15             | 0              | 1              | 16             | 839            | 355            | ?       | ?       | ?       | ?       | ?       | Campioni   | ?                 |
| 2014     | 12             | 0              | 4              | 16             | 717            | 330            | 2       | 1       | 3       | 138     | 125     | Finale     | Zürich Renegades  |
| 2014     | 4              | 0              | 12             | 16             | 352            | 742            | -       | -       | -       | -       | -       | -          | -                 |
| 2015     | 9              | 0              | 3              | 12             | 489            | 314            | 1       | 1       | 2       | 52      | 48      | Semifinale | ASVZ Mockingbirds |
| Totale   | 75             | 0              | 23             | 98             | 4211           | 2449           | 8+?     | 3+?     | 11+?    | 476+?   | 355+?   |            |                   |

Fonte: Sito storico SAFV

##### Campionati giovanili

###### Under-16
| Stagione | regular season | regular season | regular season | regular season | regular season | regular season | playoff | playoff | playoff | playoff | playoff | playoff    | playoff       |
|          | Vin            | Par            | Per            | Tot            | PF             | PS             | Vin     | Per     | Tot     | PF      | PS      | risultato  | avversaria    |
| -------- | -------------- | -------------- | -------------- | -------------- | -------------- | -------------- | ------- | ------- | ------- | ------- | ------- | ---------- | ------------- |
| 2005     | 6              | 1              | 2              | 9              | 302            | 188            | 0       | 1       | 1       | 8       | 32      | Semifinale | Schwyz Rocks  |
| 2006     | 5              | 0              | 3              | 8              | 264            | 213            | 1       | 1       | 2       | 59      | 65      | Finale     | Schwyz Rocks  |
| 2007     | 4              | 0              | 8              | 12             | 227            | 325            | -       | -       | -       | -       | -       | -          | -             |
| 2008     | 12             | 0              | 2              | 14             | 603            | 315            | 1       | 1       | 2       | 51      | 46      | Finale     | Schwyz Rocks  |
| 2009     | 12             | 0              | 0              | 12             | 524            | 262            | 2       | 0       | 2       | 101     | 38      | Campioni   | Rafz Bulldogs |
| 2009     | -              | -              | -              | -              | -              | -              | -       | -       | -       | -       | -       | -          | -             |
| 2013     | 8              | 0              | 4              | 12             | 329            | 252            | ?       | ?       | ?       | ?       | ?       | ?          | ?             |
| Totale   | 47             | 1              | 19             | 67             | 2249           | 1555           | 4+?     | 3+?     | 7+?     | 219+?   | 181+?   |            |               |

Fonte: Sito storico SAFV

###### Under-15
| Stagione | regular season | regular season | regular season | regular season | regular season | regular season | playoff | playoff | playoff | playoff | playoff | playoff    | playoff                     |
|          | Vin            | Par            | Per            | Tot            | PF             | PS             | Vin     | Per     | Tot     | PF      | PS      | risultato  | avversaria                  |
| -------- | -------------- | -------------- | -------------- | -------------- | -------------- | -------------- | ------- | ------- | ------- | ------- | ------- | ---------- | --------------------------- |
| 2004     | 2              | 0              | 6              | 8              | 107            | 216            | -       | -       | -       | -       | -       | -          | -                           |
| 2005     | 3              | 0              | 5              | 8              | 118            | 186            | 0       | 1       | 1       | 28      | 33      | Semifinale | Winterthur Warriors Celtics |
| 2006     | 4              | 0              | 4              | 8              | 195            | 253            | 0       | 1       | 1       | 12      | 33      | Semifinale | Rafz Bulldogs               |
| 2008     | 1              | 0              | 9              | 10             | 150            | 399            | -       | -       | -       | -       | -       | -          | -                           |
| Totale   | 10             | 0              | 24             | 34             | 570            | 1054           | 0       | 2       | 2       | 40      | 66      |            |                             |

Fonte: Sito storico SAFV

###### Under-13
| Stagione | regular season | regular season | regular season | regular season | regular season | regular season | playoff | playoff | playoff | playoff | playoff | playoff    | playoff                     |
|          | Vin            | Par            | Per            | Tot            | PF             | PS             | Vin     | Per     | Tot     | PF      | PS      | risultato  | avversaria                  |
| -------- | -------------- | -------------- | -------------- | -------------- | -------------- | -------------- | ------- | ------- | ------- | ------- | ------- | ---------- | --------------------------- |
| 2005     | 1              | 0              | 7              | 8              | 71             | 243            | -       | -       | -       | -       | -       | -          | -                           |
| 2007     | 7              | 0              | 5              | 12             | 296            | 273            | 0       | 1       | 1       | ?       | ?       | Semifinale | Winterthur Warriors Celtics |
| Totale   | 8              | 0              | 12             | 20             | 367            | 516            | 0       | 1       | 1       | ?       | ?       |            |                             |

Fonte: Sito storico SAFV

## Palmarès
- 1 Euro Cup (1996)
- 6 Swissbowl (1990, 1992, 1997-2000)
- 3 Junior Bowl (1994-1996)
- 3 Flagbowl Ultimate (2011-2013)
- 3 Coppe di Svizzera di flag football (2012-2014)
- 1 Flagbowl Under-16 (2009)
- 1 Flagbowl Under-13 (2009)
- 1 Xi Bowl (2013)
- 5 Rangerbowl (2009, 2010, 2012, 2014, 2016)